# Обозные войска

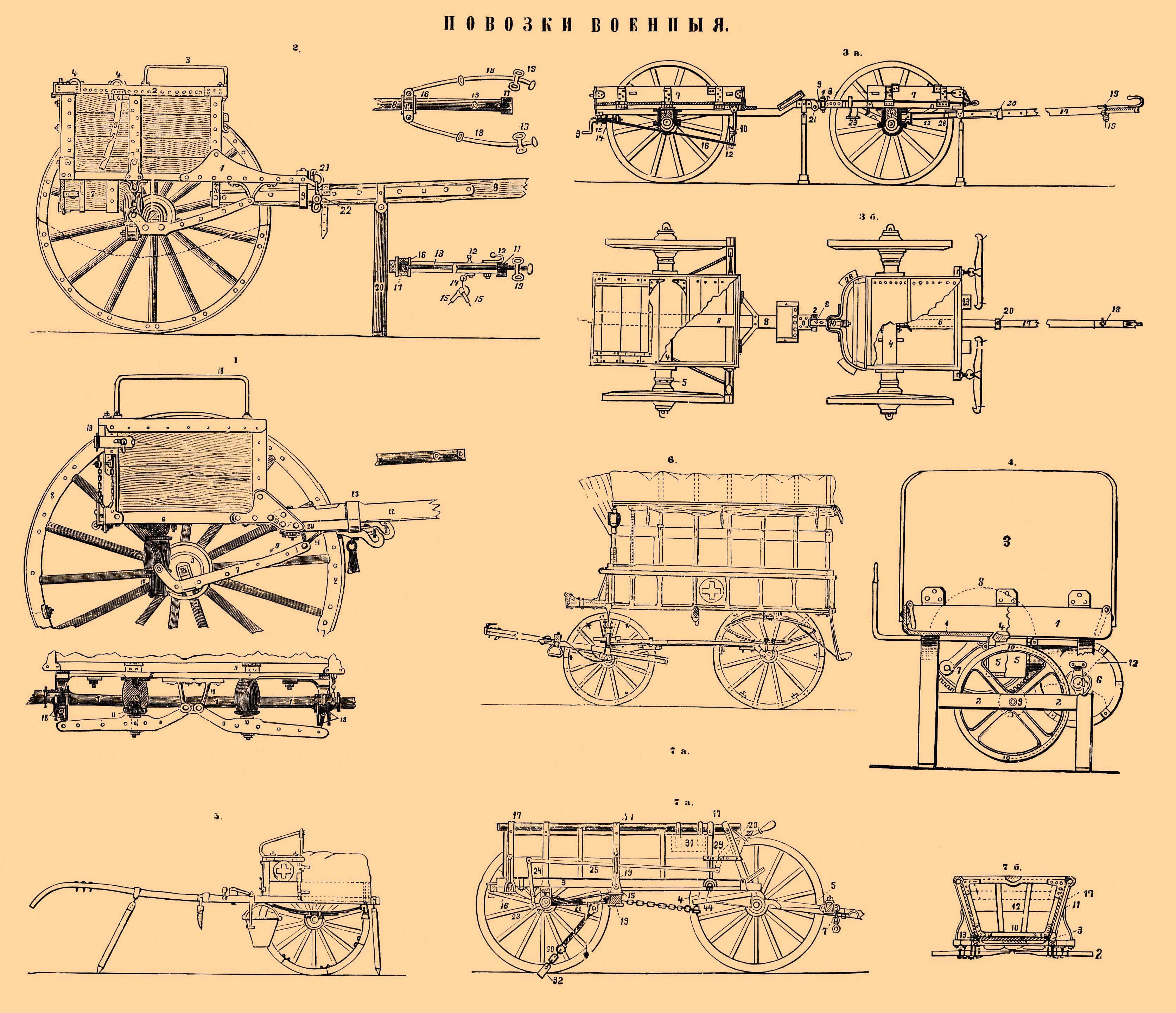
Повозки военные.

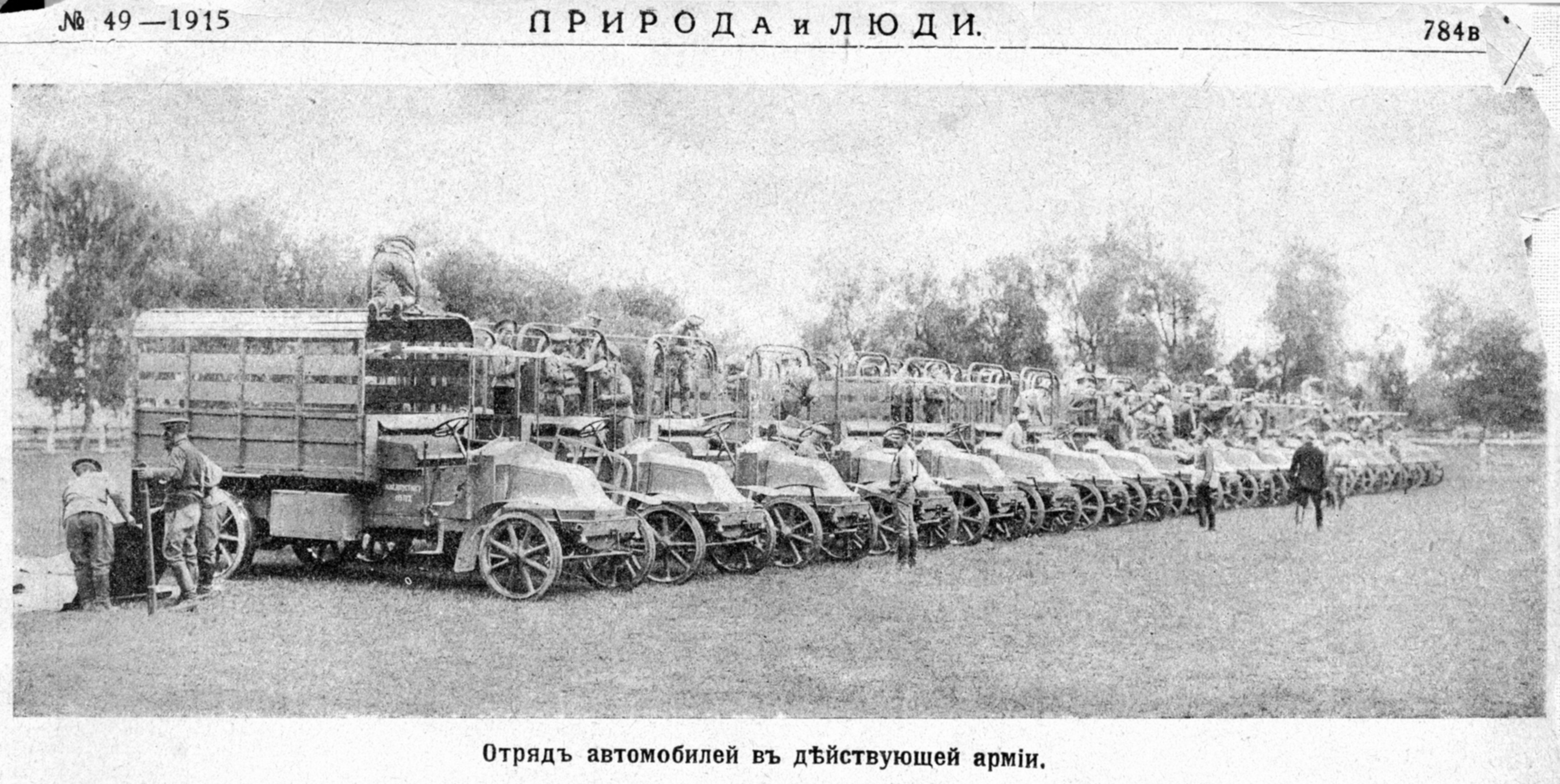
Формирование вспомогательных войск Русской армии, отряд автомобилей в действующей армии, 1915 год.

Обо́зные войска́ — род вспомогательных войск (современность специальные войска), отдельные команды и воинские части военного ведомства, не преследующие боевых или технических целей, а предназначаемые для выполнения служебных задач мирного или военного времени.
Обозные войска имели предназначение служить кадрами для сформирования в военное время, военных транспортов (колёсных или вьючных), подвозящих к формированиям гвардии, армии и так далее, продовольственные и другие запасы. В современный период времени называются Транспортными войсками, например Транспортные войска Вооружённых сил Республики Беларусь.

## История
До появления железнодорожного транспорта и позднее, в начале XX столетия, во время массового применения автомобилей, обозы исполняли важную деятельность в военном деле и хозяйственной деятельности человечества. В военном деле вплоть до середины XX столетия обозы являлись обязательной частью организационной структуры вооружённых сил (ВС) государств мира, в сфере обеспечения формирований ВС всем необходимым для их повседневной и боевой деятельности.

### Россия
В Русских гвардии и регулярной армии Пётр I ввёл в штатную структуру полков обоз (солдатского строя — 63 повозки, драгунского строя — 60 повозок). В извозчики обоза обыкновенно поступали все вновь принимаемые (призванные) на военную службу, так что это было первое и самое низшее звание солдата в Русском государстве, а позднее в империи. Привыкнув к военным порядкам и требованиям, извозчики переименовывались в солдаты, на свободные вакансии в ротах, а на их места поступали рекруты.
В 1817 году в Вооружённых силах России была сформирована фурштатская бригада из четыре фурштатских батальонов, которая в 1821 году была названа Гвардейской. В 1819 году были сформированы три фурштатские бригады при 1-м — 4-м пехотных корпусах. В 1820 году были сформированы еще пять фурштатских бригад. Фурштатские части были упразднены в 1864 году.
На конец XIX столетия всего в Российской империи содержалось пять кадровых обозных батальонов, подразделяющихся на роты и взводы. Каждый обозный взвод формировал один транспорт; всего транспортов формировалось 90. 
Перед Первой Мировой войной, 1914—1918 годов, было 6 кадровых батальонов и две отдельных роты:
- 1-й кадровый обозный батальон[2];
- 2-й кадровый обозный батальон[2];
- 3-й кадровый обозный батальон[2];
- 4-й кадровый обозный батальон[2];
- 5-й-й кадровый обозный батальон[2];
- Кавказский кадровый обозный батальон[2];
- Кушкинская отдельная кадровая обозная рота[2][13];
- Южно-Уссурийская отдельная кадровая обозная рота[2].

Пять батальонов имели по четыре роты, а один (3-й кадровый) — две роты. Все обозные роты имели общую войсковую нумерацию от № 1 до № 22, и каждая делилась на пять взводов. При каждом обозном батальоне и отдельной обозной роте состоял склад повозок с упряжью и неприкосновенный запас имущества для личного состава военных транспортов. При объявлении мобилизации 24 обозные кадровые роты развертывался в 24 обозных батальона военного времени, причём каждый взвод формировал военный транспорт. 

### Германская империя
На конец XIX столетия всего в Германии был 21 обозный батальон.
Перед Первой Мировой войной, 1914—1916 годов, было 25 батальонов.

### Австро-Венгерская империя
Обозные войска имелись только в имперской армии. На конец XIX столетия всего в Австрии было три обозных полка.
Перед Первой Мировой войной, 1914—1916 годов, было в Австро-Венгрии — 16 обозных дивизионов.

### Французская республика
На конец XIX столетия всего во Франции — 20 обозных эскадронов и 14 смешанных обозных рот.
Перед Первой Мировой войной, 1914—1916 годов, было (без Алжира) 20 обозных эскадронов (60 рот).

### Японская империя
На начало XX столетия обозные войска Вооружённых сил Японской империи состояли из 13 двухротных батальонов, при общей численности до 40 000 людей в военное время.